# Царев брод
Ца̀рев брод (бивше Ендже) е село в Североизточна България, област Шумен, Община Шумен.

## География
Разположено е в географската област Овче поле в източната част на Дунавската хълмиста равнина.
Намира се на 10 км североизточно от гр. Шумен, на третокласна пътна мрежа, в непосредствена близост (в радиус 12 км) до НИАР „Мадара“, НИАР „Плиска“, ПП „Кабиюк“.

## История

### Античност и Средновековие
В селото и прилежащото му землище са открити свидетелства за селищен живот от дълбока древност, има богата и интересна история, като първите известни обитатели в района са траките. Свидетелство за тяхната култура са намиращите се северозападно от селото две надгробни могили, като в едната е открито вторично погребение от VI в. пр. Хр.
През ранното средновековие тук несъмнено е имало селище, вероятно гравитирало към старата българска столица Плиска. Доказателство за това са останките от старобългарско укрепление на 4 км южно от Царев брод. То се състои от землен ров с ширина от 5 до 8 м, берма с 2 м ширина и вал, висок до 2 м. Свидетелство за старобългарския бит и култура са групата менхири (девташлари) източно от селото. Близо до тях се намират двата антропоморфни балбала („каменни баби“), които са къснономадски (XII в.) поменални паметници и според проф. Рашо Рашев са кумански.

### Османски период
Първите писмени известия за селото са в турските данъчни регистри от 1573, 1620, 1676 и 1689 г., където се среща под имената Йенидже, Йенидже кьой, Йенидже-и мюслим. Селището носи името Енидже (от тур. „по-ново“) до 1934 г., когато се променят повечето турски имена на селищата в България.
През османския период селото има смесено население – българи и турци, като през различни периоди съотношението им се мени. В средата на XIX в., по време на Кримската война (1853 – 1856 г.) тук се заселват татари, а заедно с тях и черкези. Така в навечерието на Освобождението (1878 г.) Енидже е имало население с доста пъстър етнически състав. След Руско-турската война (1877 – 78 г.) по-голяма част от турците и татарите се изселват, и българите в селото стават мнозинство.

### Трето българско царство
Интересен е фактът, че от края на XIX до средата на XX в. в Енидже се обособява най-голямата немска колония в България. Това става след като българският цар Фердинанд в края на XIX в. поканва в България да дойдат немски заселници от Бесарабия, Унгарски и Румънски Банат, с цел да обработват плодородните земи, освободени от турците. Тези немци произхождали от Германия (Ландау, Карлщат, Карлсруе и др.) и миграционното им движение в Югоизточна Европа е свързано с политиката и икономиката на великите сили, по-точно с намаляването на територията на Османската империя в полза на влиянието на Австро-Унгария и Русия през XIX век.
Немската колония била от около 300 души в 50 семейства, които развиват интензивно земеделие и скотовъдство. Някои от тях през годините натрупали по-голямо имущество – Т. Панайотов дава като пример братята Хумел. За духовните нужди на католическата немска общност през 1910 г. била осветена църква от духовния пастир на католическите немски заселници – отец Франц Крингс. По-късно, през 1914 г. църквата прераства в и днес съществуващия католически бенедиктински манастир „Пресвето сърце Исусово“. Религията и религиозните празници са били важен елемент за обединението на немците като етническа общност, за културната идентичност и за диференцирането от други етнически и религиозни групи. При това е имало толерантност в съжителството с другите етноси в Енидже, които били около 10. Ето какво пишат за това в пътеписите си саксонските скаути, които посетили селото през 30-те години на XX в.:
| „ | „Ендже сигурно е едно от най-особените села в цяла България. Освен 50-те немски семейства там живеят и българи, татари, турци, руснаци, унгарци, албанци и арменци. Ендже вероятно може да се нарича „международно“ село. И въпреки това многообразие на расите селската общност е мирна.“ | “ |

През периода 1921 – 1944 г. в селото работи семепроизводително стопанство и селекционна станция „Ендже“. – с. Царев брод, Шуменско
На 6 февруари 1936 г. министърът на народното стопанство Димитър Вълев закрива седмичния пазар в селото поради липса на стопанско оправдание.
В началото на 40-те години по инициатива на Хитлер започва мащабно преселване на етническите германци, преди всичко от югоизточна Европа, назад в Германия под лозунга „Heim ins Reich“ (Назад в родината, в Райха). В това число попадат и царевбродските германци, които по това време наброявали 74 семейства (около 450 души), всъщност те съставлявали по-голямата част от всички германски преселници от България към Германия (834 души). По този начин приключва 45-годишното съществуване на немската общност в Ендже/Царев брод. Съвсем незначителен брой немци от тази общност отказва да приема гражданството на Германия и се връща в България поради смесени бракове, сред тях са и потомци на семейство Хумел, които днес живеят в Шумен.
Днес свидетелство за някогашното съжителство на националностите в мултиетническото село Царев брод представлява гробището, което е разделено на три зони – православна, мюсюлманска и католическа. Покойниците от различните националности и религии са погребани в едно гробище.

## Икономика
Царев брод разполага с Институт по захарно цвекло, кланица, производство на PVC дограма и торбички.

## Образование
Тук са:
- Народно читалище „Напредък – 1920“. Към читалището има танцов състав, а в училището клуб по киокушин.
- Основно училище „Св. св. Кирил и Методий“
- Детска градина „Щастливо детство“

## Религия и храмове
В селото има православна църква „Св. Димитър“. Тук се намира също католическият манастир „Пресвето сърце Исусово“, обитаван от монахини от ордена на св. Бенедикт, католическата църква „Скръбна Божия Майка“, както и една мюсюлманска джамия.

## Манастир
Манастирът „Пресвето сърце Исусово“ се намира в центъра на с. Царев брод, Шуменско. Той е първият католически манастир на сестрите бенедиктинки в България.
Манастирът е основан през 1924 г. от 4 сестри бенедектинки от Германия, по инициатива на Франц Крингс, монах от Пасионисткия орден.

## Население
Численост на населението според преброяванията през годините:
| \| Година на преброяване \| Численост \| \| --------------------- \| --------- \| \| 1934 \| 2435 \| \| 1946 \| 2573 \| \| 1956 \| 2885 \| \| 1965 \| 1681 \| \| 1975 \| 1791 \| \| 1985 \| 1717 \| \| 1992 \| 1581 \| \| 2001 \| 1522 \| \| 2011 \| 1271 \| \| 2021 \| 1199 \| |           |
| Година на преброяване | Численост |
| 1934 | 2435      |
| 1946 | 2573      |
| 1956 | 2885      |
| 1965 | 1681      |
| 1975 | 1791      |
| 1985 | 1717      |
| 1992 | 1581      |
| 2001 | 1522      |
| 2011 | 1271      |
| 2021 | 1199      |

### Етнически състав

#### Преброяване на населението през 2011 г.
Численост и дял на етническите групи според преброяването на населението през 2011 г.:
|                     | Численост | Дял (в %) |
| Общо                | 1271      | 100,00    |
| Българи             | 757       | 59,55     |
| Турци               | 287       | 22,58     |
| Цигани              |           |           |
| Други               | 54        | 4,24      |
| Не се самоопределят |           |           |
| Неотговорили        | 147       | 11,56     |

## Спорт
Футболният отбор на селото се казва „Ендже“.

## Личности
- Митрополит Кирил (Богомил Ковачев)

## Галерия
- Изгледи от селото